# 마이크 포트노이
마이클 스테픈 포트노이(영어: Michael Stephen Portnoy, 1967년 4월 20일 ~ )는 미국의 드러머이다. 포트노이는 2010년 9월에 탈퇴하기 전까지 프로그레시브 메탈 밴드 드림 시어터의 드러머 겸 백 보컬로 잘 알려져있었다. 뛰어난 드러밍 테크닉과 기량으로 그는 모던 드러머 매거진(Modern Drummer Magazine)으로부터 30번 수상한 기록을 갖고 있다. 그는 또한 Metropolis Pt. 2: Scenes from a Memory부터 시작하여 Black Clouds & Silver Linings까지 드림 시어터의 최근 6개 음반을 동료인 존 페트루치와 함께 공동으로 프로듀싱하였다. A Change of Seasons 음반부터 지금까지 드림 시어터의 곡들 중 상당한 양을 작사하였다. 그는 닐 피어트에 이어 두 번째 최연소 기록인 37세로 'Modern Drummer'가 선정하는 '명예의 전당'에 등극하였다.
드림 시어터의 활동 이외에도, 포트노이는 여러 사이드 프로젝트와 트리뷰트 밴드에서 활동한다. 그는 드림 시어터의 멤버인 존 페트루치와 조던 루데스 그리고 베이시스트 토니 레빈(Tony Levin)과 함께 결성한 프로그레시브 록/메탈 그룹인 리퀴드 텐션 익스페리먼트의 창립 멤버이다. 또한 그는 닐 모스와 로인 스톨트(Roine Stolt) 그리고 피트 트레와바스(Pete Trewavas)와 함께 프로그레시브 록 그룹인 트랜스아틀랜틱의 창립 멤버이기도 하다. 포트노이는 닐 모스, OSI, Hail!, 스톤 사워, 페이츠 워닝, 오버킬, G3와 함께 녹음, 투어, 공연 등을 한 경력이 있으며 어벤지드 세븐폴드의 드러머 더 레브의 죽음으로 드러머가 공석이 된 어벤지드 세븐폴드에서 Nightmare 음반에서 드러머로 참여하기도 했다. 수년간 그는 비틀즈, 레드 제플린, 러쉬, 더 후의 트리뷰트 밴드를 결성하여 활동하기도 했다.
2010년 9월에 포트노이는 25년간 활동하던 드림 시어터에서 탈퇴를 선언했다. 그의 탈퇴 후, 드림 시어터의 드러머는 마이크 맨지니로 결정되었다. 드림 시어터의 탈퇴 이후, 그는 여러 새로운 밴드를 만들었다. 첫 번째로, 심포니 엑스의 보컬 러셀 알렌(Russell Allen)과 기타리스트 마이크 올란도(Mike Orlando)와 함께 하드 록/헤비 메탈 밴드인 아드레날린 몹(Adrenaline Mob)을 결성한다. 그러나 2013년 6월 4일, 포트노이는 스케줄 충돌 문제로 아드레날린 몹에서의 탈퇴를 선언한다. 그는 또한 스티브 모스, 닐 모스, 데이브 라루에(Dave Larue), 케이시 맥퍼슨(Casey McPherson)과 결성한 플라잉 컬러즈(Flying Colors)의 창립 멤버이며, 미스터 빅의 빌리 시언(Billy Sheehan)과 리치 코젠(Richie Kotzen)과 함께 3인조 밴드 더 와이너리 독스(The Winery Dogs), 빌리 시언과 데렉 셰레니언(Derek Sherinian), 제프 스콧 소토(Jeff Scott Soto), 론 "범블풋" 탈과 함께 프로그레시브 메탈 그룹인 선즈 오브 아폴로(Sons of Apollo)를 결성한다.
2023년 10월 드림씨어터 홈페이지에서 마이크 포트노이의 복귀를 발표한다.

## 드림 시어터 결성 이전
포트노이는 1967년 4월 20일에 뉴욕의 롱비치의 롱 아일랜드에서 태어나 유년기를 보냈다. 그의 아버지인 하워드 포트노이(Howard Portnoy)는 지역 라디오 기지국의 DJ였다. 포트노이와 그의 아버지는 이후 1971년 영화 "Play Misty for Me"를 감상한 이후 KRML 라디오 기지국에서 일하기 위해 캘리포니아로 이사했다. 그의 어머니는 그녀의 남자친구와 함께 타고 있던 사비행기가 1984년 11월 16일에 아틀랜틱 시티 해안선에 추락하여 사망하였다.
포트노이의 아버지는 LP 콜렉션을 보유하고 있었는데, 그가 음악에 대한 관심이 생겼을 때, 그의 아버지의 직업인 라디오 DJ가 포트노이를 어린 나이에 음악 감상의 기회를 많이 가질 수 있도록 도움을 주었다. 포트노이는 러쉬, 퀸, 레드 제플린, 더 후, 아이언 메이든, 비틀즈 그리고 여러 다른 밴드에 관심이 많았다. 비록 고등학교에서 음악 이론을 수강했지만 포트노이는 독학으로 드러머가 되었다고 주장한다. 그 기간 동안 그는 '라이징 파워'와 '이너 생텀'이라는 지역 밴드에서 활동했는데 두 밴드의 독립음반의 녹음과 발매에 참여했다. 그는 보스턴의 버클리 음악 대학교에서 장학생으로 선발된 이후 그의 마지막 고등학교 밴드인 이너 생텀을 탈퇴하게 된다. 버클리 음대에서 그는 존 페트루치와 존 명을 만나서 드림시어터의 전신이 되는 마제스티를 결성하고 이후 버클리 음대를 중퇴하게 된다.

## 어벤지드 세븐폴드, 드림 시어터 탈퇴, 그리고 미래

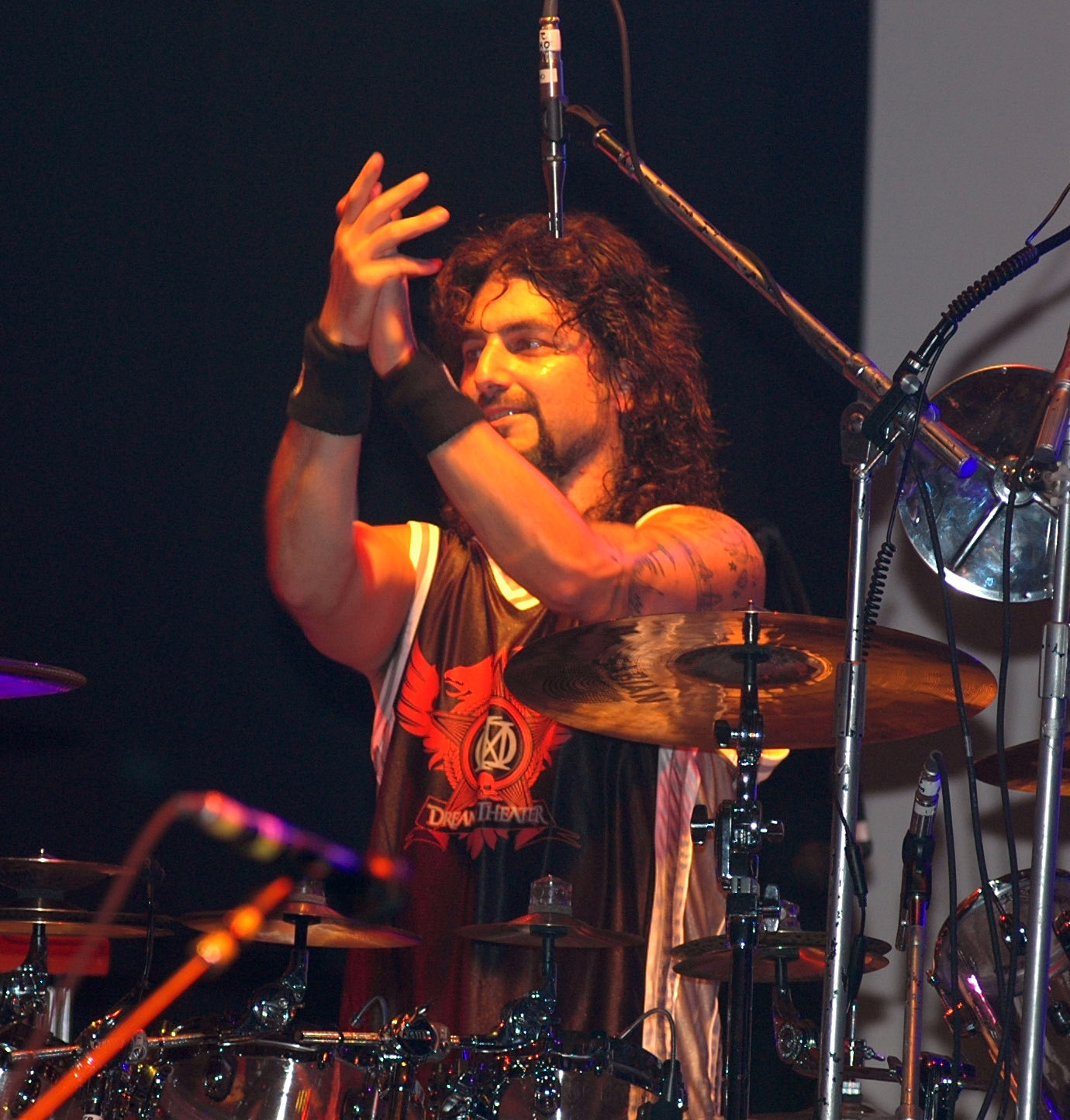
2007년의 마이크 포트노이

2010년 봄, 어벤지드 세븐폴드의 전 드러머 지미 "더 레브" 설리반이 5번째 스튜디오 음반인 Nightmare의 프로듀싱 과정 중에 사망하자 포트노이가 어벤지드 세븐폴드의 드러머로 가입한다. 2010년 5월 5일, 포트노이는 그의 공식 사이트에 그와 어벤지드 세븐폴드 간의 관계와 현 상황에 대해서 입장을 밝혔는데 이는 다음과 같다, "비록 나는 좀 더 어벤지드 세븐폴드에 몸 담고 싶지만, 내겐 드림 시어터가 가장 중요하고 아마도 2011년 쯤에 새 음반 작업을 시작할 것이다. 하지만, 나는 어벤지드 세븐폴드의 2010년 투어 중에 다시 그들과 함께 할 수도 있다. 그들이 언젠가 다른 드러머를 영입하여 작업을 하기 전까지 난 어느때나 그들과 함께 할 수 있을 것이다."
2010년 9월 8일, 마이크 포트노이는 그의 드림 시어터 탈퇴를 선언했다. 그의 공식 입장에 따르면, 그는 "'드림 시어터'라는 하나의 기계가 날 굉장히 힘들게 하고 있다는 결론에 이르렀다."라고 했고 그가 계속해서 밴드에 "끊임없는 녹음과 발매, 투어의 순환에서 좀 벗어나 휴식의 시간을 갖자"라 했다고 한다. 그러나 밴드가 그를 빼고 활동하는 것이 더 낫다고 판단을 하자 포트노이는 탈퇴하게 되었고 드림 시어터는 이후 포트노이의 자리를 메우기 위해 7명의 "월드 클래스"급 드러머들의 오디션 끝에 마이크 맨지니를 영입하기로 결정했다. 어벤지드 세븐폴드가 마이크 포트노이와 더 이상 활동하지 않는다고 결정을 내리자, 그는 드림 시어터에 재가입하려 했으나 드림 시어터가 이미 맨지니와 함께 작업을 시작했기 때문에 포트노이의 시도는 그들의 변호사에 의해 저지되었다.
포트노이는 이후 그가 두 개의 새로운 프로젝트를 시작했다고 하는데 하나는 러셀 알렌, 마이크 올란도, 리치 워드, 폴 디레오와 함께 결성한 아드레날린 몹이고 나머지 하나는 닐 모스, 스티브 모스, 데이브 라루에, 케이시 맥퍼슨과 함께 결성한 플라잉 컬러즈이다. 아드레날린 몹은 2011년 8월에 그들의 데뷔 EP 음반을 발매했다. 두 밴드 모두 첫 번째 음반을 2012년에 발매했다.
2011년 6월 10일, 포트노이가 그의 웹사이트에 아드레날린 몹과 함께 2011년 6월 24일에 뉴욕시에서 공연한다고 알렸다.
2011년 8월 5일, 아드레날린 몹의 곡 "Hit the Wall"이 Q104.3 라디오 스테이션을 통해 방송을 타게 되었고 포트노이와의 인터뷰 또한 진행되었는데 이 인터뷰에서 그는 앞으로의 방향과 그가 드림 시어터에 느끼는 점을 말했고 아드레날린 몹에 관하여 설명을 했다.
2011년 9월 14일, 스톤 사워의 드러머 로이 마요르가가 공연 날에 그의 첫째 아이의 출산이 있을 것이라고 예상하여 Rock In Rio행사에 참여하지 못하자 포트노이가 공석이 된 드럼의 자리를 메운다고 알려졌다.
포트노이와 기타리스트 존 사이크스는 베이시스트 빌리 시언과 함께 2011년 7월에 새 밴드 결성을 준비했다. 그러나 2012년 1월, 프로젝트는 무산되었고 포트노이와 빌리 시언이 사이크스를 대신할 기타리스트로 리치 코젠을 선택하였다고 알려졌다. 음반은 2012년 8월 동안 녹음되었다. 2013년 3월 24일, 포트노이와 시언, 코젠이 결성한 밴드의 이름이 더 와이너리 독스라고 밝혀졌다. 음반은 2013년 7월에 발매되었다.
포트노이는 프로그레시브 록 밴드 비겔프(Bigelf)의 2013년 음반 녹음 과정에서 드럼을 연주했다. 그러나 그는 밴드에 소속된 것이 아닌, "그냥 데이먼(폭스, 비겔프의 프론트맨)을 도와주는 것"이라고 했다.
2013년 6월 4일, 포트노이는 아드레날린 몹의 페이스북 페이지를 통해 스케줄 충돌의 이유로 4번의 공연 이후에 밴드를 탈퇴할 것이라고 예고했다.
2015년 3월 21일, 마이크 포트노이는 2015년 3월 20일에 심장마비로 죽은 A.J. 페로(A.J. Pero)를 추모하기 위해서 뉴저지에서 아드레날린 몹의 멤버들과 재결합했다. 결과적으로 포트노이는 페로의 죽음으로 트위스티드 시스터의 드러머로 활동하였다.
2017년 8월, 포트노이와 드림 시어터의 전 멤버 데렉 셰레니언이 선즈 오브 아폴로라는 프로그레시브 메탈 슈퍼그룹을 결성했다. 밴드 구성원으로는 빌리 시언, 제프 스콧 오토, 론 "범블풋" 탈로 알려졌다.

## 영향

### 드러머
2001년 4월의 모던 드러머(Modern Drummer)와 포트노이의 웹사이트에서 그는 닐 피어트, 칼 팔머(Carl Palmer), 빌 브루포드, 테리 보지오(Terry Bozzio), 빌리 코브험(Billy Cobham), 앨런 화이트, 스튜어트 코플랜드, 필 콜린스, 체스터 톰슨(Chester Thompson), 사이먼 필립스, 닉 드버질리오(Nick D'Virgilio), 앤디 스터머(Andy Sturmer), 데이브 롬바르도, 존 피쉬맨(John Fishman), 비니 콜라이유타(Vinnie Colaiuta), 피터 크리스, 링고 스타, 타미 리, 존 보넘, 라스 울리히, 키스 문에 의해 영향을 받았다고 언급한다.

### 영향을 받은 밴드들
포트노이가 언급한 영향을 받은 밴드들은 다음과 같다 : 제인스 에딕션, 비틀즈, 비트윈 더 베리드 앤드 미, 에메르슨, 레이크 앤 팔머, 핑크 플로이드, 제네시스, 젤리피쉬, 킹 크림슨, 키스, 레드 제플린, 아이언 메이든, 메탈리카, 엄프리스 맥지, 메가데스, 메슈가, 오페스, 판테라, 피시, 딥 퍼플, 러쉬, 퀸, 툴, 더 후, U2, 예스, 그리고 작곡가 겸 기타리스트 프랭크 자파

## 드럼 및 퍼커션 세트
- When Dream and Day Unite/Images & Words 드럼킷 - 이 타마 Imperialstar 킷과 Zildjian 심벌로 구성된 When Dream and Day Unite/Images & Words 킷은 마이크 포트노이가 초기에 세 가지 직업을 가지면서까지 번 돈으로 직접 맞춘 킷이다. 이 킷은 Images and Words 투어가 끝날때까지 사용되다가 마펙스(Mapex)와 사비엔(Sabian)과 계약하면서 더 이상 사용되지 않는다. 또한 음반 Images and Words에서는 프로듀서 데이비드 프레이터의 제안으로 전자 스네어 드럼 트리거가 이 킷에 쓰였다.

- Awake/A Change Of Seasons 드럼킷 - 이 마펙스 USA Maple 킷은 음반 Awake와 월드 투어에 쓰였다. 이 킷은 2개의 베이스 드럼과 스네어 하나, 6개의 탐과 2개의 작은 팀바레스, 여러 개의 타악기들 그리고 포트노이가 처음 써보는 2x2 배치의 4개의 옥토반(Octoban) 탐들을 장착하고 있었다. 이 옥토반 탐들은 마펙스의 커스텀 제작 탐들이였고, 타마(Tama)의 More Traditional acrylic과 반대되는 느낌을 주기 위해서 살짝 다른, 그리고 자연스런 톤을 주기 위해서 만들어졌다.

- The Purple/Green/Red Monsters - 이 킷들은 포트노이가 90년대 후반에 마펙스와 계약이 파기되었을 때 타마와 사인해서 가지게 된 타마 Starclassic 킷들이다. 이 킷들은 음반 Falling Into Infinity와 Scenes From a Memory 그리고 북, 남아메리카, 아시아 투어때 사용되었다. 이 킷들은 인상적인 색깔의 조화로 유명했다. 포트노이가 같은 드럼킷을 이렇게 여러 개 맞춘 이유는 여러 대륙에 같은 킷을 하나씩 둠으로써 전 세계로 투어를 돌 때 드는 막대한 드럼 수송비를 줄이기 위해서였다; "Green Monster"는 유럽에 있었고, "Red Monster"는 아시아에 있어서 각자 유럽 투어와 아시안 마켓 투어에 쓰일 수 있었다. "Monster" 킷들은 "Awake" 킷과 비슷하지만 심벌만 조금 더 늘어난 킷이였다. 왼쪽에 있는 4개의 옥토반 탐은 한 줄로 배치되었고 ("Awake" 킷은 2x2로 배치되어 있었다.) 오른쪽에 더 낮게 조율된 옥토반 탐을 플로어 탐 위에 2개 더 배치했다. 이 킷은 발로 조작할 수 있는 스네어 드럼도 가지고 있었고, 이 스네어 드럼은 손으로 조작할 필요 없이 색다른 스네어 소리를 낼 수 있게 했다. "Purple Monster" 킷에는 아이언 코브라 페달 대신 DW 5000을 각 베이스 드럼에 장착했다. 그리고 포트노이는 이 킷을 1999년에 나온 강좌 DVD "Liquid Drum Theater"에 썼다.

- Liquid Tension Experiment kit - 마이크 포트노이의 비교적 수수한 "Liquid tension Experiment" 킷은 그의 슈퍼 그룹 프로젝트 리퀴드 텐션 익스페리먼트에 쓰인 킷이다. 이 킷의 베이스 드럼, 그리고 탐들은 (스네어, 팀바레스, 심벌 제외) 포트노이가 처음으로 구매한 것들이라고 그의 지하 스튜디오 투어를 할 때 밝혔다. 이 킷은 특이하게도 원래 가장 작은 2개의 탐이 있어야 할 곳에 팀바레스 2개를 배치했다. 이 킷은 3개의 탐과, 2개의 플로어탐, 스네어, 트윈 페달이 장착된 베이스 드럼 하나를 가진 정상적인 7 피스 락 킷이었다. (팀바레스까지 세면 5개의 탐) 이 킷은 포트노이 킷들 중 처음으로 레코딩을 위해 양쪽에 플로어 탐을 놓았고 (5 Years in a LIVEtime의 1998년 팬 클럽 쇼에선 이 왼쪽 플로어 탐이 굉장히 많이 쓰였다.) 왼쪽에는 14인치, 오른쪽에는 18인치 플로어 탐으로 놓았다. 또한 처음으로 포트노이는 맥스스택스(Maxstax) 심벌을 스튜디오에서 드럼에 장착해 썼다. 포트노이는 "Liquid Drum Theater" 강좌 DVD에서 "Liquid tension Experiment" 킷을 비교적 작게 맞춘 이유는 리퀴드 텐션 익스페리먼트가 첫 번째 음반을 만들기 위해 스튜디오에 들어갔을때는 "Purple Monster" 킷이 브라질에서 쓰인 후 다시 돌아오고 있었기 때문이었다고 말했다.

- Transatlantic kit - 이 킷은 트랜스애틀랜틱의 첫 번째 음반의 녹음 그리고 투어를 위해 Liquid Tension Experiment 킷과 똑같이 만들어진 킷이다. (하지만 3개의 탐 대신 5개의 탐을 가지고 있다.) 트랜스애틀랜틱의 두 번째 음반의 녹음 그리고 투어 때, 포트노이는 처음으로 새로운 Melody Master 스네어 드럼과 커스텀 제작된 15" 하이햇을 포함한 심벌들을 추가 장착했다. 더 작은 Melody Master 스네어 드럼은 14" 플로어 탐을 대치했고, 14" 플로어 탐은 오른쪽으로 옮겨졌다. 2007년 포트노이의 강좌 DVD "In Constant Motion"에는 이 "Transatlantic" 킷이 타마로부터 재제작되어 Starclassic Mirage로 개명되어 "Black Ice"로 마무리 된 새로운 아크릴 쉘을 적용했다. 하지만 본래 레코딩은 More Traditional Starclassic Wood 드럼으로 레코딩 되었다.

- The OSI kit - 포트노이는 그의 "Siamese Red Monster" 킷의 작은(오른쪽) 킷을 첫 번째 Office of Strategic Influence 음반에 썼다. 그리고 그 두 번째 음반에서 그는 그의 킷을 그의 시그니쳐 스네어, 팀발레스 (Liquid Tension Experiment에 쓰인 탐 대신으로), 플로어 탐, 그리고 더블 페달이 장착된 18인치 베이스 드럼 하나를 포함한 4 피스 드럼으로 더욱 작게 만들었다. 하지만 그는 크래시, 스플래쉬, Max Stax, 그리고 Max Splashes를 포함한 많은 양의 심벌들을 계속해서 썼다.

- Yellow Matter Custard kit - 마이크의 비틀즈 트리뷰트 밴드 "Yellow Matter Custard"를 위해 특별 디자인 된 셋이다. 이 셋은 링고 스타의 셋을 베이스로 디자인 되었고, 다른 드림 시어터의 킷들과 비교해 꽤 심플하다. 이 셋은 12"x8", 14"x14" & 20"x14"의 사이즈로 제작되었고, 14" AA 하이햇, 왼쪽에 AA 크래시, 오른쪽에 HH 크래시/라이드를 달고 있다.

- Hammer of the Gods kit - 마이크의 레드 제플린 트리뷰트 밴드에 쓰인 존 본햄의 복제 킷이다. 이 킷엔 커스텀 제작된 아크릴 쉘 (Transparent Amber)이 쓰였고, 포트노이는 이 킷을 칠 때마다 의무적으로 중산 모자를 쓴다.

- The Albino Monster - 포트노이가 쓰던 Siamese Monster와 비슷한 포트노이의 전의 킷이다. 이 킷은 Siamese Monster 킷의 까만색 로고와는 달리 은색 마제스티 로고에 하얀 색깔을 가지고 있다. 하지만 드럼의 배치는 거의 똑같다. 유일한 차이점들은 그의 오른쪽 킷이 그의 전 모델 "Hammer of the Gods" 킷과 같다는 점; 2개의 팀바레스가 없어졌다는 점, 10" 팀프-탐이 14"로 바뀌었다는 점, 그리고 공 베이스 드럼이 플로어 탐으로 대치되었다는 점이다. 그는 Siamese Monster의 오른쪽 킷의 13" HHX Groove Hats, 그리고 19" Hand Hammered Fierce Crash를 포함한 심벌들을 그대로 두어서 Albino Monster의 두개의 킷 간의 간격을 Siamese Monster에 비교해 더욱 둘 수 있게 했다. 아직까진 이 킷은 기간투어 (드림 시어터가 메가데스, 심포니 엑스 등의 밴드들과 함께한 투어)와 Octavarium 2005~06 월드 투어에만 쓰였다. Octavarium의 레코딩이 시작되었을 때, 마이크는 Hammer of the Gods 킷을 같이 가지고 왔는데, 따라서 Hammer of the Gods 킷도 음반을 레코딩할 때 같이 쓰게 됐다. 결국 마이크는 8개의 음반 트랙 중 5개의 트랙에 이 킷을 썼다. 이 "Albino Monster" 킷은 14" Rack 탐, 16" 플로어 탐, 18" 플로어 탐, 6.5" x 14" 스네어 드럼을 포함해 더 큰 "락" 사이즈를 쓰고, 대부분의 드럼 사이즈가 레드 제플린의 존 본햄이 쓰던 드럼 사이즈이다. 추가로 포트노이는 이 킷에 약간의 심벌들만 썼다. 투어가 시작됐을 때, 타마는 쉘을 Traditional Starclassic Maple 쉘로 바꿨고, 이는 타마가 직접 양산하지 않은 쉘을 마이크가 투어에 쓰길 원하지 않았기 때문이였다. 이 킷은 킷과 같은 테마의 2개의 한정판 마이크 포트노이 시그니쳐 스네어 드럼을 장착하고 있었다. 타마의 공식 웹사이트에는 포트노이가 이번에 계획하고있는 3월의 G3 투어를 시작으로 킷을 바꿀거라는 정보를 올렸다. 그는 공식 사이트에 왼쪽 킷은 그대로이지만, 오른쪽 킷은 바뀔 것이라고 밝혔다. 오른쪽 킷은 훨씬 효율적인 사이즈- 22" 베이스 드럼, 그리고 존 본햄이 쓰던 것과는 반대되는 사이즈의 3개의 Rack 탐들-로 바뀌었고 또한 그 킷의 쉘은 그가 전에 쓰던 Starclassic Maple 쉘 대신 Starclassic Mirage 아크릴 쉘로 바뀌었다. 그는 이 킷을 그의 DVD "In Constant Motion"에 썼다.

## 사생활
포트노이와 그의 아내 말렌(결혼 전 성은 '아푸조')은 딸 멜로디 루산드레아(Melody Ruthandrea)와 아들 맥스 존(Max John)과 함께 펜실베이니아 지역의 리하이 밸리(Lehigh Valley)에 있는 어퍼 사우콘 타운쉽(Upper Saucon Township)에서 거주한다. 그의 아내 말렌은 원래 민스트릭(Meanstreak)이라는 여성밴드에서 기타리스트였고 다른 두 멤버인 기타리스트 레나 샌즈(Rena Sands)와 베이시스트(Lisa Martens)는 각각 드림 시어터의 기타리스트 존 페트루치와 베이시스트 존 명과 결혼했다.
아들인 맥스는 포트노이처럼 드러머이다. 그가 속해있는 밴드 넥스트 투 넌(Next to None)은 2013년 4월 6일 애틀란타에서 열린 포트노이가 속해있었던 아드레날린 몹의 오프닝 공연을 맡았다. 2017년 12월 26일에 맥스는 최근에 새로운 밴드인 탈라(Tallah)에서 드러머로 활동중이다.
2001년부터 매년 말에 포트노이는 그의 블로그에 그 해에 나온 음악, 영화 그리고 TV 프로그램들 중 개인적으로 선발한 Top 10 리스트를 만들어서 올리곤 한다.
포트노이는 유대인 가족에서 태어났으나 유대교 활동을 활발히 하진 않는다.

## 참여한 음반

### 드림 시어터
- 1989 - When Dream and Day Unite
- 1992 - Images and Words
- 1993 - Live at the Marquee (Live)
- 1994 - Awake
- 1995 - A Change of Seasons (EP)
- 1997 - Falling Into Infinity
- 1998 - Once in a LIVEtime (Live)
- 1999 - Metropolis Pt. 2: Scenes from a Memory
- 2001 - Live Scenes From New York (Live)
- 2002 - Six Degrees of Inner Turbulence
- 2003 - Train of Thought
- 2004 - Live at Budokan (Live)
- 2005 - Octavarium
- 2006 - Score (Live)
- 2007 - Systematic Chaos
- 2008 - Greatest Hit (...and 21 Other Pretty Cool Songs)
- 2008 - Chaos in Motion (Live)
- 2009 - Black Clouds & Silver Linings

### 어벤지드 세븐폴드
- 2010 - Nightmare

### 와이너리 독스
- 2013 - The Winery Dogs

### 리퀴드 텐션 익스페리먼트
- 1998 - Liquid Tension Experiment
- 1999 - Liquid Tension Experiment 2
- 2007 - Spontaneous Combustion ('리퀴드 트리오 익스페리먼트')
- 2009 - When the Keyboard Breaks: Live in Chicago (CD) (As Liquid Trio Experiment 2)

### 트랜스애틀랜틱
- 2000 - SMPT:e
- 2001 - Live in America (Live)
- 2001 - Bridge Across Forever
- 2003 - Transatlantic Demos ('닐 모스')
- 2003 - SMPT:e (The Roine Stolt Mixes: circa 1999)
- 2003 - Live in Europe (Live)
- 2009 - The Whirlwind
- 2014 - Kaleidoscope

### 닐 모스
- 2003 - Testimony
- 2004 - One (음반)
- 2004 - Testimony Live DVD
- 2005 - ?
- 2006 - Cover to Cover
- 2007 - Sola Scriptura
- 2008 - Lifeline

### OSI
- 2003 - Office of Strategic Influence
- 2006 - Free
- 2006 - re:free

### 욘 아르케
- 2003 - A Twist of Fate

### 헌정 공연
(MikePortnoy.com에서만 구매 가능)
- One Night in New York City - 옐로 매터 커스타드 (2003) (비틀즈 헌정) <폴 길버트, 닐 모스, 맷 비소네테>
- Two Nights In North America - 해머 오브 더 갓 (2006) (레드 제플린 헌정) <폴 길버트, 다니엘 길덴로우, 데이브 라루>
- One Night in Chicago - 시그누스 앤 더 시 몬스터즈 (2006) (러쉬 헌정) <폴 길버트, 션 말로네, 제이슨 맥마스터>
- One Night in New York City - 어메이징 저니 (2007) (더 후 헌정) <폴 길버트, 빌리 시헌, 게리 샤론>

### 협연
- 1984 - 라이징 파워: Power For The People (절판)
- 1986 - 이너 생텀: 12 A.M. (절판)

### 드럼 교습용 DVD
마이크 포트노이는 수 개의 드럼 교습용 비디오/DVD를 발매했다. 목록은 다음과 같다.
- "Progressive Drum Concepts" (리토르 뮤직, 1995, 1VHS/DVD)
- "Liquid Drum Theater" (허드슨 뮤직, 2000, 2DVD)
- "In Constant Motion" (허드슨 뮤직, 2007, 3DVD)

### 개인 연주 영상
마이크 포트노이는 드림 시어터와 사이드 프로젝트 밴드 등의 "드럼 캠(드럼셋 가운데 설치한 카메라, 드러머와 연주장면만 볼 수 있다.)" DVD를 개인 소유의 'MP4 프로덕션'을 통해 발매했다. 스튜디오 녹음, 드럼 오디오 트랙, 음성해설 등이 수록되어있다. MikePortnoy.com을 통해서만 구매할 수 있다.
- "Asian Clinic Tour" (MP4 Productions 2001, 1 DVD) (절판)
- "Ten Degrees of Turbulent Drumming" (MP4 Productions 2002, 1 DVD)
- "Drums Across Forever" (MP4 Productions 2002, 1 DVD)
- "Drums of Thought" (MP4 Productions 2004, 1 DVD)
- "Live at Budokan" (MP4 Production 2005, 1 DVD)
- "Mike Portnoy - Drumavarium" (MP4 Productions 2005, 1 DVD)
- "sysDRUMatic chaos" (MP4 Productions 2007, 1 DVD)
- "SCORE" (MP4 Productions 2008, 1 DVD)
- "Black Clouds & Silver Drumming" (MP4 Productions 2009, 1 DVD)